# Alfa Romeo 85
Alfa Romeo 85 — грузовик, который выпускался итальянской компанией Alfa Romeo. Эта модель была обновленной версией лицензированного грузовика Büssing (MAN).

## Технические особенности
Данные модели выглядели как Alfa Romeo 80. Объем двигателя составлял 11,560 см³ и имел конфигурацию в четыре цилиндра. Мощность двигателя была равна 110 л.с. Данный грузовик имел удлиненную базу, а также модификацию с длинным бортом.
Грузовики имели классическую решетку радиатора Alfa Romeo.

## История
В 1935 году была выпущена газогенераторная модель «85-G», которая стала победителем пробега по маршруту Рим-Брюссель-Париж. В 1938 году появилась на свет 10-тонная трехосная модель «110» с двигателем мощностью 125 л.с., которая стала основой для больших городских автобусов.

## Производство
Всего было выпущено около 100 экземпляров.